# Le Film du roi
Pour plus de détails, voir Fiche technique et Distribution.
Le Film du roi (La película del rey) est un film argentin réalisé par Carlos Sorín et sorti en 1986.

## Synopsis
Les aléas et les soucis d'un jeune réalisateur dont le projet ambitieux est de construire un film basé sur la vie d'Orélie Antoine de Tounens (1825-1878), aventurier d'origine française qui s'était proclamé roi d'Araucanie et de Patagonie. 

## Fiche technique
- Titre original : La película del rey
- Titre français : Le Film du roi
- Réalisation : Carlos Sorín
- Scénario : Carlos Sorín et Jorge Goldenberg
- Musique : Carlos Franzetti
- Décors et costumes : Margarita Jusid
- Photographie : Esteban Pablo Courtalón
- Montage : Alberto Yaccelini
- Son : Bebe Kamin
- Production : Axel Páuls, Perla Lichteisntein, Gustavo Sierra, Ezequiel Ábalos Carlos Sorín
- Société de production : Motion Pictures
- Sociétés de distribution : Connoisseur / Meridian Films ; Actium Films Communication (France)
- Pays d'origine :  Argentine
- Langue : espagnol
- Format : Couleur (Eastmancolor) - 35 mm - son Dolby stéréo
- Genre : Comédie dramatique, Film biographique
- Durée : 107 minutes (1h47)
- Dates de sortie en salles :
  - Argentine : 28 août 1986
  - France : 29 avril 1987

## Distribution
- Ulises Dumont : Arturo
- Julio Chávez : David Vass
- Villanueva Cosse : Desfontaine
- Roxana Berco : Lucía
- Miguel Dedovich : Oso
- Ana María Giunta : Madama

## Distinctions

### Récompenses
- Festival international du film de Valladolid 1986 : trophée François-Truffaut du meilleur premier film pour Carlos Sorín
- Mostra de Venise 1986 : Meilleur premier film pour Carlos Sorín
- Festival international du nouveau cinéma latino-américain de La Havane 1987 : Grand Prix Coral
- Prix Goya 1987 : meilleur film étranger en langue espagnole
- Condors d'argent 1987 :
  - Meilleur premier film pour Carlos Sorín
  - Meilleur acteur dans un second rôle pour Villanueva Cosse
  - Meilleur actrice dans un second rôle pour Ana María Giunta
  - Révélation masculine pour Miguel Dedovich
  - Meilleur scénario original pour Carlos Sorín et Jorge Goldenberg

### Nominations
- Festival international du film de Valladolid 1986 : Meilleur film pour Carlos Sorín
- Mostra de Venise 1986 : en compétition pour le Lion d'or

## Autour du film
Une mini-série française a également été réalisée sur l'histoire d'Antoine de Tounens : Le Roi de Patagonie de Georges Campana et Stéphane Kurc diffusée en 1990.